# غينزفيل
غينزفيل هي مدينة في ولاية فلوريدا في الولايات المتحدة الأمريكية. وهي مركز مقاطعة ألاتشوا وأكبر مدنها، وهي المدينة الرئيسية في منطقة غينزفيل العمرانية.
تضم المدينة جامعة فلوريدا وهي من أفضل الجامعات الإمريكية.

## المناخ
يظهر الجدول التالي التغييرات المناخية على مدار السنة لغينزفيل:
| البيانات المناخية لـغينزفيل         | البيانات المناخية لـغينزفيل | البيانات المناخية لـغينزفيل | البيانات المناخية لـغينزفيل | البيانات المناخية لـغينزفيل | البيانات المناخية لـغينزفيل | البيانات المناخية لـغينزفيل | البيانات المناخية لـغينزفيل | البيانات المناخية لـغينزفيل | البيانات المناخية لـغينزفيل | البيانات المناخية لـغينزفيل | البيانات المناخية لـغينزفيل | البيانات المناخية لـغينزفيل | البيانات المناخية لـغينزفيل |
| الشهر                               | يناير                       | فبراير                      | مارس                        | أبريل                       | مايو                        | يونيو                       | يوليو                       | أغسطس                       | سبتمبر                      | أكتوبر                      | نوفمبر                      | ديسمبر                      | المعدل السنوي               |
| ----------------------------------- | --------------------------- | --------------------------- | --------------------------- | --------------------------- | --------------------------- | --------------------------- | --------------------------- | --------------------------- | --------------------------- | --------------------------- | --------------------------- | --------------------------- | --------------------------- |
| الدرجة القصوى °ف (°م)               | 89 (32)                     | 91 (33)                     | 96 (36)                     | 96 (36)                     | 102 (39)                    | 104 (40)                    | 102 (39)                    | 103 (39)                    | 99 (37)                     | 96 (36)                     | 91 (33)                     | 87 (31)                     | 104 (40)                    |
| الحد الأقصى المتوسط °ف (°م)         | 80.1 (26.7)                 | 82.1 (27.8)                 | 85.9 (29.9)                 | 89.6 (32.0)                 | 94.0 (34.4)                 | 96.7 (35.9)                 | 96.4 (35.8)                 | 95.3 (35.2)                 | 93.0 (33.9)                 | 89.6 (32.0)                 | 84.9 (29.4)                 | 81.2 (27.3)                 | 97.9 (36.6)                 |
| متوسط درجة الحرارة الكبرى °ف (°م)   | 66.2 (19.0)                 | 69.6 (20.9)                 | 74.6 (23.7)                 | 80.3 (26.8)                 | 86.9 (30.5)                 | 90.0 (32.2)                 | 90.9 (32.7)                 | 90.2 (32.3)                 | 87.4 (30.8)                 | 81.3 (27.4)                 | 74.4 (23.6)                 | 67.9 (19.9)                 | 80.0 (26.7)                 |
| المتوسط اليومي °ف (°م)              | 54.3 (12.4)                 | 57.5 (14.2)                 | 62.3 (16.8)                 | 67.6 (19.8)                 | 74.7 (23.7)                 | 79.7 (26.5)                 | 81.2 (27.3)                 | 80.9 (27.2)                 | 78.2 (25.7)                 | 70.9 (21.6)                 | 62.8 (17.1)                 | 56.1 (13.4)                 | 68.9 (20.5)                 |
| متوسط درجة الحرارة الصغرى °ف (°م)   | 42.3 (5.7)                  | 45.3 (7.4)                  | 50.0 (10.0)                 | 54.9 (12.7)                 | 62.4 (16.9)                 | 69.3 (20.7)                 | 71.5 (21.9)                 | 71.6 (22.0)                 | 69.0 (20.6)                 | 60.5 (15.8)                 | 51.1 (10.6)                 | 44.4 (6.9)                  | 57.8 (14.3)                 |
| الحد الأدنى المتوسط °ف (°م)         | 23.6 (−4.7)                 | 27.5 (−2.5)                 | 32.5 (0.3)                  | 39.2 (4.0)                  | 50.8 (10.4)                 | 62.2 (16.8)                 | 66.7 (19.3)                 | 67.3 (19.6)                 | 59.6 (15.3)                 | 43.0 (6.1)                  | 33.2 (0.7)                  | 26.9 (−2.8)                 | 21.6 (−5.8)                 |
| أدنى درجة حرارة °ف (°م)             | 10 (−12)                    | 6 (−14)                     | 22 (−6)                     | 32 (0)                      | 42 (6)                      | 50 (10)                     | 60 (16)                     | 60 (16)                     | 48 (9)                      | 32 (0)                      | 20 (−7)                     | 13 (−11)                    | 6 (−14)                     |
| الهطول إنش (مم)                     | 3.33 (85)                   | 3.20 (81)                   | 4.33 (110)                  | 2.67 (68)                   | 2.48 (63)                   | 7.12 (181)                  | 6.07 (154)                  | 6.39 (162)                  | 4.42 (112)                  | 2.88 (73)                   | 2.06 (52)                   | 2.38 (60)                   | 47.33 (1٬202)               |
| متوسط أيام هطول الأمطار (≥ 0.01 in) | 8.9                         | 7.2                         | 7.9                         | 5.8                         | 6.5                         | 14.7                        | 15.4                        | 16.1                        | 11.6                        | 7.3                         | 6.1                         | 6.9                         | 114.4                       |
| المصدر: NOAA                        |                             |                             |                             |                             |                             |                             |                             |                             |                             |                             |                             |                             |                             |

## توأمة
لغينزفيل اتفاقيات توأمة مع كل من:
- كفار سابا
- تيغوسيغالبا
- نوفوروسيسك

## أعلام
- روبرت هوفمان
- رودني مولين
- رودولف كالمان
- ديزموند تشايلد
- ويل هنت
- داستن موسكوفيتز
- ولبر سكوفيل
- مارفن هاريس
- تشارلز موريس
- كينيث تو